# Mikael Lind
Mikael Lind, född 20 februari 1972 i Gävle, är en svensk före detta ishockeyspelare. 
Han spelade i Brynäs IF och bar nummer 36. Hade tidigare bland annat representerat Timrå IK och var en av de bästa poängplockarna året laget gick upp i Elitserien i ishockey. Han har gjort 2 a-landskamper för Sverige.